# Maksim Gor'kij (incrociatore)
Il Maksim Gor'kij fu un incrociatore pesante della classe Kirov, realizzato in Unione Sovietica ed entrato in servizio nel 1940.
La sua costruzione venne iniziata a Leningrado il 20 dicembre 1936, e, varato il 30 aprile 1938, venne completato il 12 novembre 1940. Durante la seconda guerra mondiale prestò servizio nel Mar Baltico, in massima parte a Leningrado assediata dove venne più volte attaccato da velivoli tedeschi ma senza riportare mai seri danni, mentre nel 1941 durante una puntata offensiva saltò su un campo minato dove perse la prua; questa venne ricostruita a Kronstadt e riassemblata con la nave il 23 luglio. Nel 1950 venne destinato a svolgere i primi test di appontaggio di un elicottero per la Aviacija Voenno-Morskogo Flota, e nel 1953 venne destinato ad una estensiva ricostruzione che doveva comprendere carene antisuluro, radar ed impianti antiaerei adeguati agli standard sovietici dell'epoca ma dopo un calcolo accurato dei costi venne deciso che il rapporto costi-benefici non avrebbe dato origine ad una nave adeguata agli standard moderni e quindi il raddobbo venne interrotto. Venne demolito nel 1958.
La nave era intitolata allo scrittore e drammaturgo russo Aleksej Maksimovič Peškov (in russo Алексей Максимович Пешков?) noto con lo pseudonimo di Maksim Gor'kij (cirillico: Максим Горький che in russo significa Amaro ) che è considerato il padre del realismo socialista.